# Akwizgran (Polska)
Akwizgran – wieś w Polsce, położona w województwie świętokrzyskim, w powiecie kieleckim, w gminie Strawczyn. 
Miejscowość wchodzi w skład sołectwa Małogoskie. 
| SIMC    | Nazwa     | Rodzaj    |
| ------- | --------- | --------- |
| 0273614 | Na Górce  | część wsi |
| 0273620 | Pod Szosą | część wsi |

Według Słownika geograficznego Królestwa Polskiego i innych krajów słowiańskich w 1827 Akwizgran był osadą liczącą 6 domów i zamieszkiwaną przez 28 mieszkańców. 60 lat później liczył tylko 7 mieszkańców, należał do dóbr Promnik.
W latach 1975–1998 miejscowość należała administracyjnie do województwa kieleckiego.